# Caldo de pimentón
El caldo de pimentón (denominado también como gachas en caldo de pimentón) es una sopa caliente preparada tradicionalmente en la cocina almerianse. Se trata de un plato de pescado (generalmente boquerón o sardinas) y patatas cocidas al que se añade pimientos. Se suele servir caliente.  

## Característicos
El plato se elabora con patatas cocidas en salmuera, y en su última etapa de cocción se añade el pescado y pimientos. Al final se le añade un aliño que procede de un majando procedente de un mortero (o almirez) de ajo y cominos, pimentón (especia que proporciona el nombre y color rojo al plato), una cierta cantidad de aceite de oliva para que al batir se ligue hasta lograr una mezcla fina. Al ser expuesto al fuego, se retira del fuego, tan pronto comience el primer hervor. a veces se emplean tomates secos.